# 34259 Abprabhakaran
34259 Abprabhakaran este o planetă minoră (asteroid), cu un diametru de 1,881 km, din centura de asteroizi. A fost descoperită pe 25 august 2000 la Experimental Test Site⁠(d) de Lincoln Near-Earth Asteroid Research. 
Obiectul prezintă o orbită caracterizată de o semiaxă mare de 2,2493218 UAi, o excentricitate de 0,01, o înclinație de 5,2425 ° în raport cu ecliptica.